# OHL (Band)
OHL, als Akronym für Oberste Heeresleitung, ist eine deutsche Punk-Band, die zu den Pionieren des Deutschpunk zählt. Die Band gilt aufgrund ihrer politischen Texte und der durchwegs militärischen Ikonografie ihrer Plattencover zwar als umstritten, distanziert sich aber mit ihren Liedern deutlich von rechtslastigem Gedankengut sowie rechtslastigen Handlungen und Aktionen.

## Geschichte

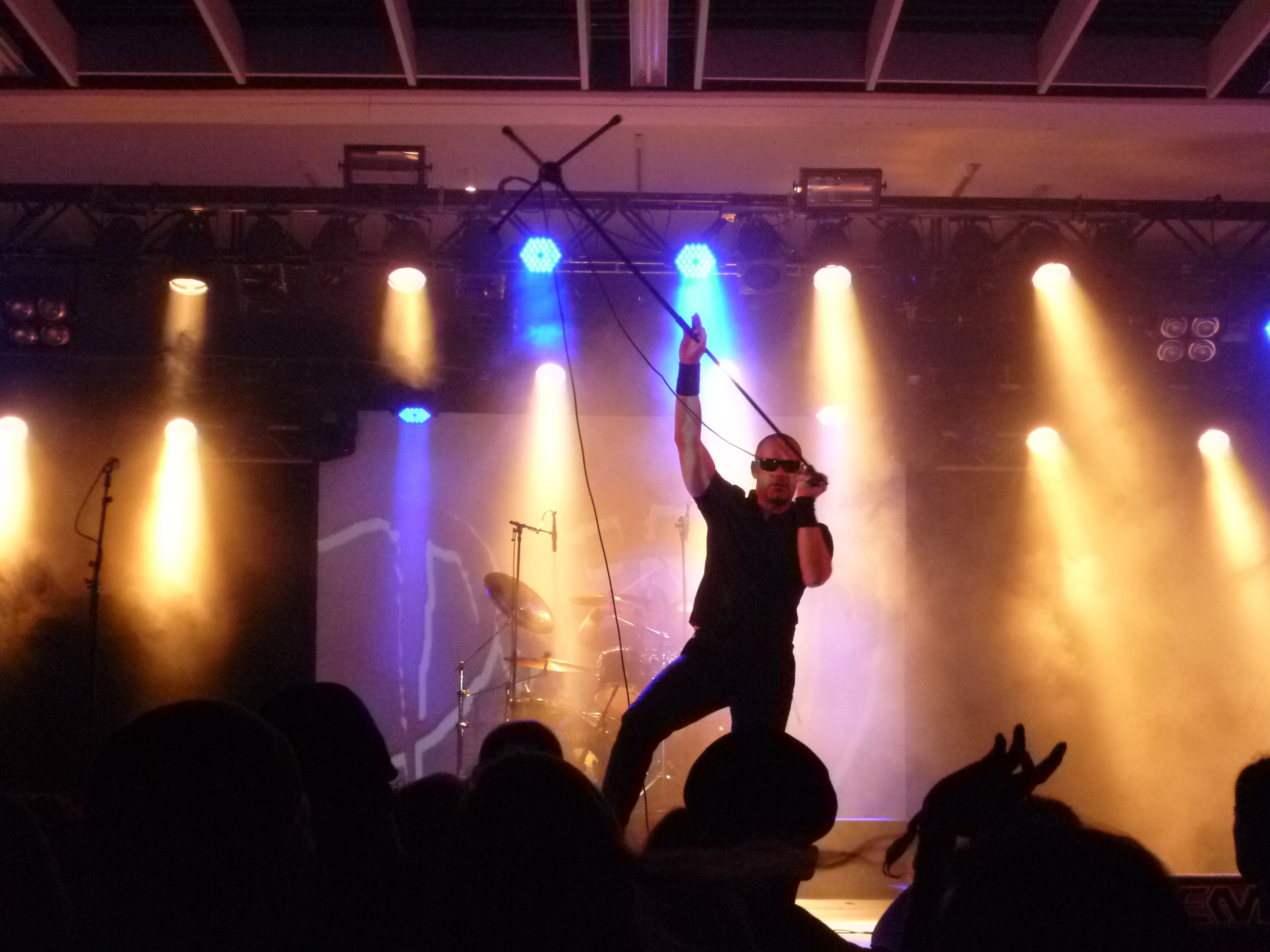
Deutscher W. live mit Der Fluch

OHL wurde im Januar 1980 von dem unter dem Künstlernamen „Deutscher W“ (W steht für „Widerstand“) agierenden Sänger Dirk Windgassen in Leverkusen gegründet. Vier Jahre nach Beginn der Punk-Welle in Großbritannien gehörte OHL damit zu den ersten bundesdeutschen Punk-Bands. Die Gründungsmitglieder orientierten sich überwiegend an englischen Vorbildern und adaptierten anfangs englische Punk-Titel. Aus Troops of Tomorrow von The Vibrators wurde so z. B. der Titel Die Unreparierten.
Nach einer selbstvertriebenen Kassette wurde noch im Gründungsjahr Herbert Egoldt auf die Band aufmerksam und produzierte 1981 zwei EPs und die erste LP Heimatfront auf seinem Label Rock-O-Rama. Binnen fünf Jahren veröffentlichte die Band fünf Alben bei Rock-O-Rama. 1987 trennte sich Deutscher W von Egoldt und löste die Band auf, um sich seinem Studium in Trier zu widmen.
Im selben Jahr wurde die LP Heimatfront indiziert. Die Stadt Dortmund hatte die Indizierung wegen der besonderen Jugendgefährdung der Lieder Kraft durch Freude, Deutschland, Kernkraftritter und Wir sind die Unreparierten beantragt; die BpjS widersprach dieser Einschätzung mit dem Argument, diese Stücke seien nicht indizierungswürdig, obwohl sie ebenfalls „jugendgefährdende Tendenzen“ aufweisen. Dennoch wurde die Schallplatte indiziert wegen des Botschaftsliedes („Stürmt die amerikanische Botschaft, ich halte nichts von amerikanischer Freundschaft, ich hab' nichts gegen das Volk, aber gegen den Staat“), welches die Stadt Dortmund in ihrem Antrag überhaupt nicht erwähnt hatte.
1993 ließ Deutscher W in Köln den Namen OHL mit neuen Musikern, u. a. früheren Mitgliedern der Emils, Erosion und dem Projekt Volkswiderstand aus Hamburg und Berlin, wiederauferstehen, und es gab auch wieder Konzerte. Das bereits in den 1980ern existente Studio-Nebenprojekt Der Fluch wurde ebenfalls Mitte der 1990er wiederbelebt. Der Stil von OHL ist seitdem wieder dem Punk zuzuordnen.
OHL agieren sehr eigenständig, Kontakte zu anderen Bands bestehen nur in geringem Umfang; so werden seit Mitte der 1990er Jahre alle Alben im Studio von Ex-Daily-Terror-Gitarrist Uwe Golz in Braunschweig produziert. Obwohl oder gerade weil seit 1993 die Veröffentlichungen in Eigenregie entstehen, hat sich an der militärischen Ikonografie und den politisch motivierten Texten bis in die Gegenwart wenig geändert. Für die treue Fangemeinde bietet die Band damit gewohnte Kost, Öffentlichkeit und Veranstalter stehen OHL jedoch weiterhin eher skeptisch gegenüber.
2008 erschien auf Sunny Bastards und dem Fanlabel Kernkraftritter Records ein Tributealbum namens Waffenbrüder mit Bands wie Cotzraiz, Pöbel und Gesocks, Verlorene Jungs und Totenmond.
Am 31. Juli 2012 wurde die LP Heimatfront aus der Liste der jugendgefährdenden Medien gestrichen.

## Musikstil
Stilistisch zählt die Band wegen ihrer ersten Alben zu den frühesten Vertretern des deutschen Hardcore-Punks. Auf dem fünften Album Jenseits von Gut und Böse von 1986 wurden erstmals auch sanftere Gothic-Rock-Töne angeschlagen. Die OHL-Platten wurden wie bei Herbert Egoldts Rock-O-Rama-Label üblich in recht bescheidener Produktionsqualität aufgenommen, mit „eine[m] Sound […], den man auch im besten Studio mit dem größten Aufwand nicht absichtlich erzeugen kann“. Die nur in vergleichsweise geringen Auflagen erschienenen Rock-O-Rama-Veröffentlichungen sind inzwischen zu gesuchten Sammlerstücken avanciert. Nach der Reunion 1993 wandte sich die Band metallischeren Klängen zu und spielte modernen Deutschpunk mit verstärkten Einflüssen aus dem Metallic Hardcore.

## Texte und Ideologie
In den Liedtexten von OHL wird sowohl gegen die radikale Linke als auch die radikale Rechte polemisiert, bezeichnende Titel waren u. a. Belsen war ein KZ, Russen in Afghanistan, Roter Terror und 1942 oder die Albumtitel Heimatfront und Verbrannte Erde. Die Polemisierung gegen die Linke erstreckte sich auch auf das so genannte grün-alternativ-pazifistische politische Spektrum, wie in dem Lied Kernkraftritter, das mit den Worten „Alternative, langhaarige Sau, Du siehst aus wie Deine Frau“ beginnt und neben weiteren massiven Beschimpfungen durch Aussagen wie „es gibt nur Hass“ und „man braucht Gewalt“ aggressiv gegen Pazifismus und sogar gegen allgemeine Menschenliebe hetzt.
Ab dem dritten Album Oktoberrevolution sprach die Band sich in Liedern wie Russen in Afghanistan und Roter Terror gegen den Realsozialismus aus und betonte auf der Rückseite der LP, dass nach der Aussprache gegen Alt- und Neonazis auch eine gegen die extreme Linke notwendig sei. Seitdem distanzierte die Band sich immer wieder von linkem wie rechtem politischen Extremismus und religiösem Fanatismus.
Bei der Gestaltung der Plattencovers bediente man sich gerne Fotomaterials aus dem Ersten und Zweiten Weltkrieg. In der Öffentlichkeitsrezeption wurden OHL folglich in der Nähe des Faschismus, vor allem des deutschen Nationalsozialismus, wahrgenommen. Allerdings war die Band für Parolen wie „Keine Chance dem 4. Reich – Schlagt die Nazis windelweich“ (aus dem Lied Belsen war ein KZ) auch in der Punk-Szene beliebt und wandte sich in Stücken wie Nie wieder gegen die Ideologie Adolf Hitlers. Wegen der überwiegend militant antikommunistischen Texte (z. B.: „Schlagt Spione tot! Spione, Spione, Spione aus der roten Zone“) wurde die damalige Ideologie der Band aber häufig als rechtsgerichtet kategorisiert. Karl-Heinz Stille bezeichnete OHL als „die einzige Band, die sich in die ‚höhere‘ Politik einmischte und Texte sowohl gegen die extreme Rechte, als auch gegen die real existierende Linke machte. Wobei die OHL-Keile nach links zu ihrer Zeit bedeutend mehr Szene-Wirbel und Prügelandrohungen gegen die Band verursacht haben, als die eher überhörten Anti-Fascho-Statements der Gruppe. Also nicht unumstritten, aber definitiv Kult in der ehemaligen DDR. Und es war nicht ratsam, sich mit einem OHL-Tonträger wie ‚Oktoberrevolution‘ an der innerdeutschen Grenze erwischen zu lassen.“ Für Martin Büsser, welcher der Band musikalisch zugesteht, Anfang der 80er-Jahre „eine Handvoll Nummern“ eingespielt zu haben „die als Deutschpunk-Klassiker gelten dürfen“, haben OHL keine „eindeutig rechte Färbung“, nutzten aber eine unreflektierte Kriegsästhetik und seien „stumpfe, populistische Vertreter“ eines Geschichtsrevisionismus, der in der Gleichstellung von Faschismus und Kommunismus die Einmaligkeit der Naziverbrechen zu relativieren versuche. Bisweilen wurde die OHL-Musik, etwa von Punk-Fanzines, als „CDU-Punk“ bezeichnet. Sänger Deutscher W. bezeichnet seine politische Einstellung als „Radikal-Liberalismus“. Die von der Bundesprüfstelle für jugendgefährdende Medien ehemals indizierte LP Heimatfront enthält auch unter dem neuen Titel Türkenlied eine Coverversion des Liedes Wir sind die Türken von Morgen der Gruppe Mittagspause. Das Lied wurde von zahlreichen Bands aus der Punk-Szene und der Neuen Deutschen Welle nachgespielt, wie z. B. von den Fehlfarben (Titel: Militürk) oder DAF (Kebabträume).

## Diskografie
- 1980: Klänge des Widerstands (Demokassette, 2004 auf LP wiederveröffentlicht)
- 1981: Oberste Heeresleitung (EP)
- 1981: Live (EP) (enthält Studioaufnahmen, keine Live-Stücke)
- 1981: Heimatfront (ehemals indiziert[1])
- 1982: Der Osten, Die Macht des Feuers, Soldaten leben länger und Freiheit auf Die Deutschen kommen (indiziert)
- 1982: 1000 Kreuze
- 1983: Oktoberrevolution
- 1983: Verbrannte Erde
- 1983: The Kids Are United (Split-EP mit The Skeptix)
- 1986: Jenseits von gut und böse
- 1993: Die Auferstehung (enthält je zur Hälfte Neuaufnahmen alter Stücke und neue Titel)
- 1994: Das ist nicht mein Gott und Alles Lug und Trug auf Willkommen zur Alptraummelodie II
- 1994: Das 7. Zeichen
- 1996: Die Stunde der Wahrheit
- 1996: Spionage / Die kleine Stadt (Single)
- 1997: Im Westen nichts neues (2CD, enthält nahezu alle Studioaufnahmen der 1980er Jahre)
- 1998: Blitzkrieg
- 2002: Wir sind die Türken von Morgen (enthält einen Großteil des Albums Heimatfront, die 2 ersten Singles und ein unveröffentlichtes Bonusstück)
- 2003: Zurück zur Front
- 2005: Live in Wien 2004 (Picture-LP, live in Berlin 28. Juni 2002)
- 2005: Heimkehr (Live aus dem Bunker) (25 Jahre OHL, live im JZ Bunker Leverkusen)
- 2006: Feindkontakt
- 2009: Krieg der Kulturen
- 2013: Freier Wille
- 2015: Propaganda
- 2017: Der Feind meines Feindes[9]
- 2018: Adrenalin (4 Track 12")
- 2020: Das Salz in deiner Wunde
- 2023: Brandstifter